# Nankana Sahib
Nankana Sahib é uma cidade do Paquistão localizada na província de Punjab.